# Спас-Прогнанье
Спас-Прогнанье — село в Жуковском районе Калужской области, в составе муниципального образования Сельское поселение «Село Совхоз Победа».

## География
Расположено на севере Калужской области, на берегах реки Прогнанки, в 8 километрах от федеральной автодороги А-130 — Варшавского шоссе. Рядом населённые пункты Тайдашево, Софьинка, Машково.

## Климат
Умеренно-континентальный с выраженными сезонами года: умеренно жаркое и влажное лето, умеренно холодная зима с устойчивым снежным покровом. Средняя температура июля +18 °C, января −9 °C. Теплый период длится в среднем около 220 дней.

## Население
| 2002 | 2010 |
| ---- | ---- |
| 2    | ↗3   |

## История
Известно с 1613 года, первоначально — вотчина Пафнутьево-Боровского монастыря. Село имело деревянную церковь. В 1784 или 1787 году возведена каменная Преображенская (Спасская) церковь.

Спасская […] Каменная одноглавая церковь с восьмигранным барабаном, с трапезой и колокольней; построена Чебышевым…— М. Т. Преображенский «Памятники древнерусского зодчества в пределах Калужской губернии»
Более тридцати лет настоятелем храма в селе служил схиархимандрит Амвросий Калужский (1879—1978). Ежегодно, 4 ноября, совершается крестный ход на источник иконы Казанской Божией матери в окрестностях села.
В 1858 году село (вл.) Спасъ-Прогнани 1-го стана Боровского уезда, при речке Прогнани и 6 дворах, одна православная церковь — по левую сторону Московско-Варшавского шоссе .
К 1914 году Спасо-Прогнань — посёлок (поселение) Спасопрогнанской волости Боровского уезда Калужской губернии. В 1913 году там проживало 45 человек, из которых 27 женщин и 18 мужчин. Имелась собственная православная церковь и церковно-приходская школа.
С начала XVIII века — имение Чебышёвых. В 1948 году в селе открыт музей П. Л. Чебышёва.

## Объекты историко-культурного наследия
Храм Преображения Господня. В подклете храма, рядом с могилами родителей, покоится прах выдающегося русского учёного-математика и механика Пафнутия Чебышева (1821—1894).

## Известные уроженцы
- Матвей Троицкий (1835—1899)[13] — русский философ, психолог, ученый, педагог, общественный деятель.

## Комментарии
1. ↑  В 1914 году (административным) центром Спасопрогнанской волости являлась деревня Воробьи (Слиташевка)[9].